# St. Joseph (Minnesota)
St. Joseph és una població dels Estats Units a l'estat de Minnesota. Segons el cens del 2000 tenia 4.681 habitants.

## Demografia
Segons el cens del 2000, St. Joseph tenia 4.681 habitants, 1.120 habitatges, i 712 famílies. La densitat de població era de 971,7 habitants per km².
Dels 1.120 habitatges en un 35,5% hi vivien nens de menys de 18 anys, en un 48,2% hi vivien parelles casades, en un 10,9% dones solteres, i en un 36,4% no eren unitats familiars. En el 21,3% dels habitatges hi vivien persones soles el 6,1% de les quals corresponia a persones de 65 anys o més que vivien soles. El nombre mitjà de persones vivint en cada habitatge era de 2,74 i el nombre mitjà de persones que vivien en cada família era de 3,06.
Per edats la població es repartia de la següent manera: un 16,7% tenia menys de 18 anys, un 44,4% entre 18 i 24, un 19,8% entre 25 i 44, un 10,4% de 45 a 60 i un 8,6% 65 anys o més.
L'edat mediana era de 22 anys. Per cada 100 dones de 18 o més anys hi havia 39,1 homes.
La renda mediana per habitatge era de 38.938 $ i la renda mediana per família de 44.737 $. Els homes tenien una renda mediana de 33.344 $ mentre que les dones 22.007 $. La renda per capita de la població era de 12.011 $. Entorn del 5,4% de les famílies i el 20,8% de la població estaven per davall del llindar de pobresa.

## Poblacions més properes
El següent diagrama mostra les poblacions més properes.